# Piaskowy Stopień Wodny

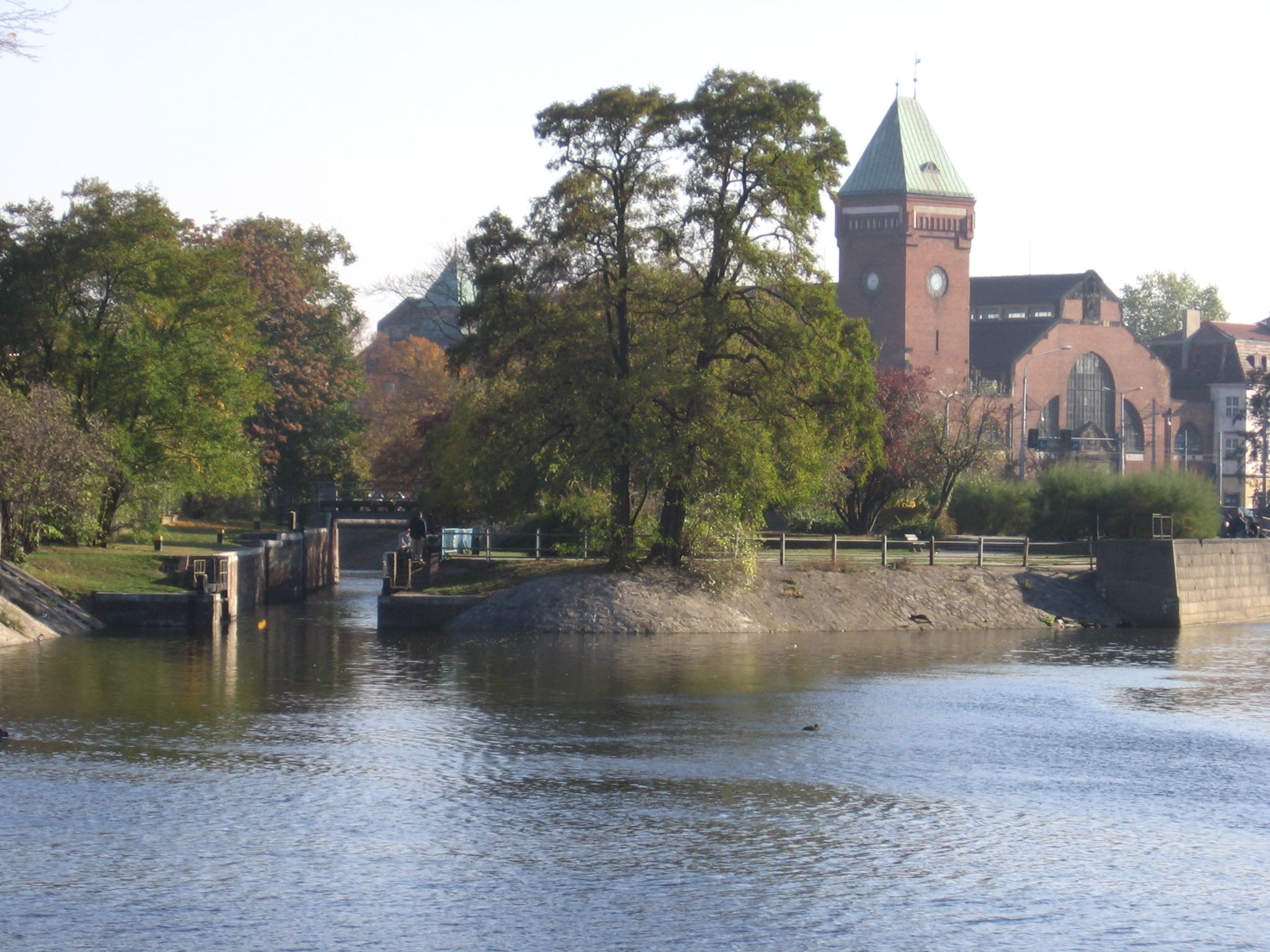
Śluza Piaskowa

Piaskowy Stopień Wodny – stopień wodny we Wrocławiu położony w Śródmiejskim Węźle Wodnym – Górnym. Stopień piętrzy wody największej z rzek przepływającej przez miasto – Odry. Zlokalizowany jest na jej śródmiejskim ramieniu przepływającym przez centrum miasta. Obejmuje budowle piętrzące zlokalizowane w rejonie zespołu wysp odrzańskich, na dwóch głównych ramionach Odry śródmiejskiej: Odra Południowa i Odra Północna; oraz na mniejszych ramionach i kanałach rzeki: Upust Klary, Upust powodziowy Klary, Kanał Młyna Maria, Kanał Jazu Macieja. W obrębie tego stopnia wodnego znajdują się najstarsze zachowane budowle hydrotechniczne we Wrocławiu. Obecnie znaczenie tego stopnia w gospodarce wodnej jest marginalne, a to w związku ze zwiększeniem piętrzenia w 1959 roku na następnym na rzece Mieszczańskim Stopniu Wodnym, które spowodowało, że Piaskowy Stopień Wodny znalazł się w zasięgu piętrzenia stopnia dolnego.

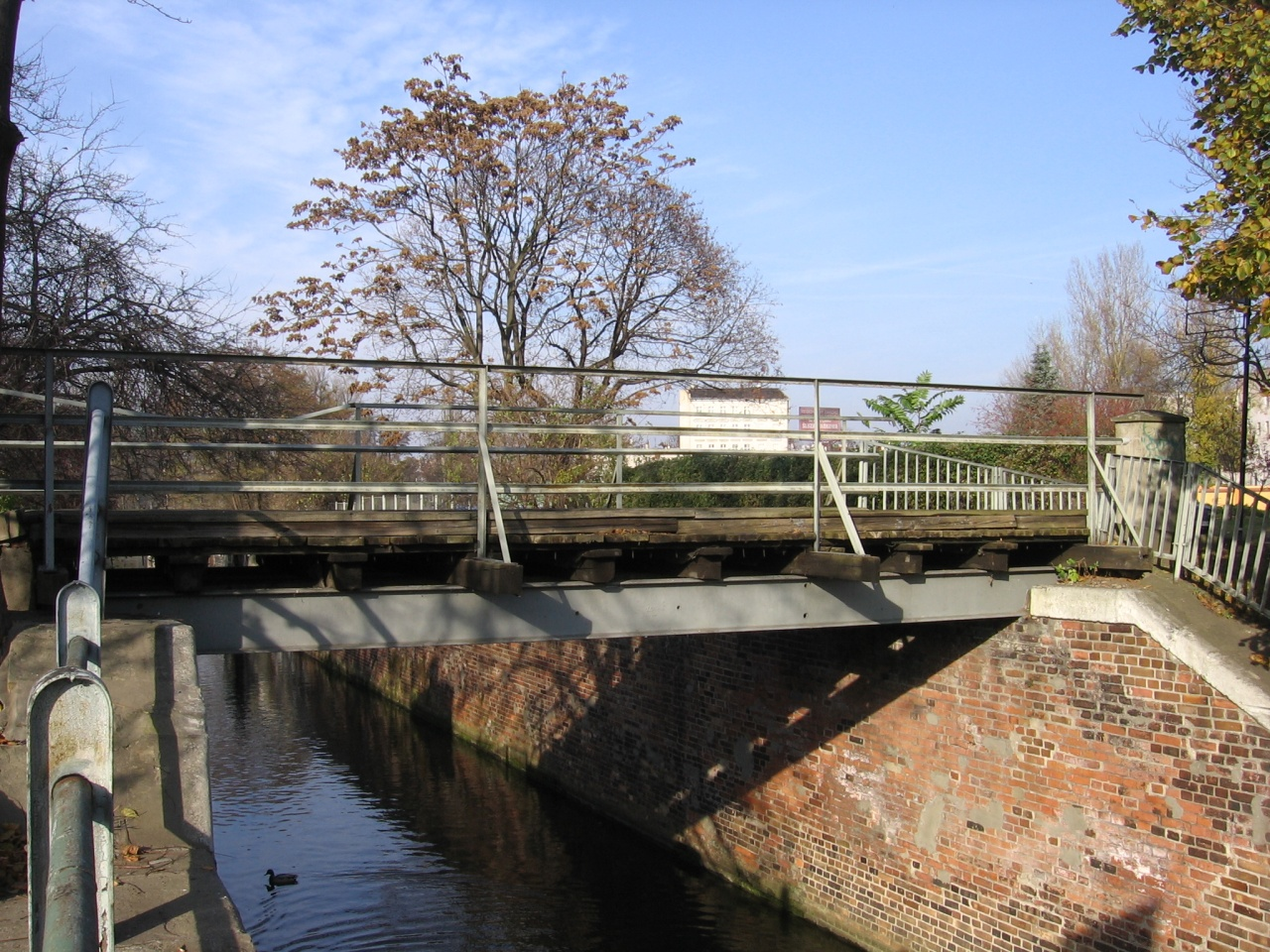
Kładka nad Śluzą Piaskową

## Elementy stopnia

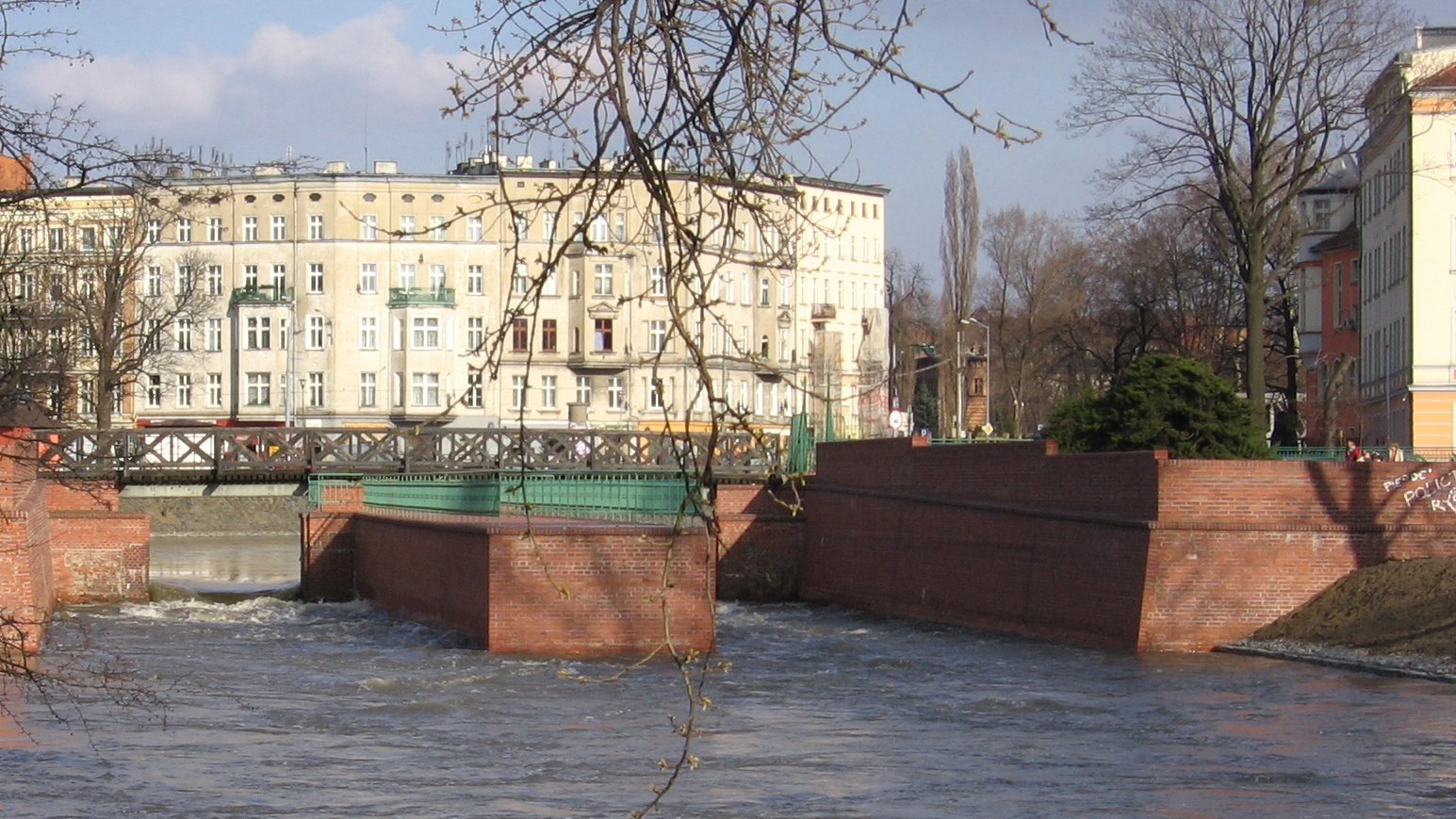
Rynny robocze Młynów Klary i Most św. Klary

Stopień ten składa się kilku podstawowych elementów hydrotechnicznych, a także budynków oraz obiektów pomocniczych i towarzyszących. Część obiektów stopnia została zdemontowana, część zachowała się tylko w pewnych fragmentach. Podstawowymi elementami tego stopnia są:
- przęsło zachodnie Jazu św. Macieja
- przęsła wschodnie Jazu św. Macieja
- Śluza Piaskowa
- Młyn Maria
- Upust powodziowy Klary
- rynny robocze Młynów Klary
- Jaz św. Klary.

Oprócz podstawowych obiektów piętrzących stopnia, zachowały się do dziś, choć w dużym stopniu przebudowane, obiekty powiązane z poszczególnymi elementami stopnia. Są to między innymi: Most św. Klary, Most św. Macieja, Kładka nad Śluzą Piaskową, szopa na Wyspie Daliowej. Z budynków, zachowany jest Młyn Maria, częściowo zbudowany nad kanałem wodnym.

## Historia

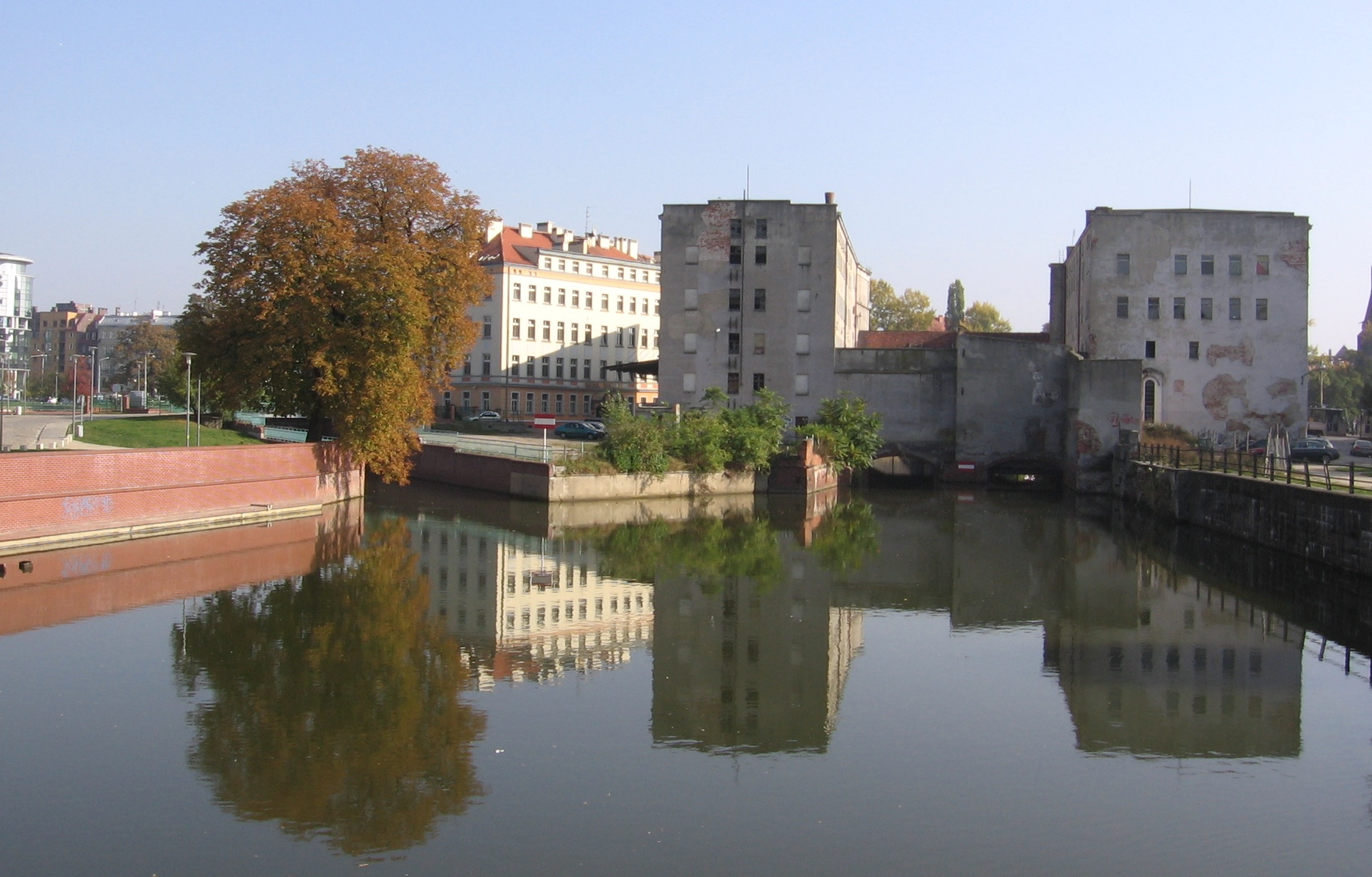
Młyn Maria i Feliks nad Kanałem Młyna Maria, po lewej ujście upustu powodziowego Klary

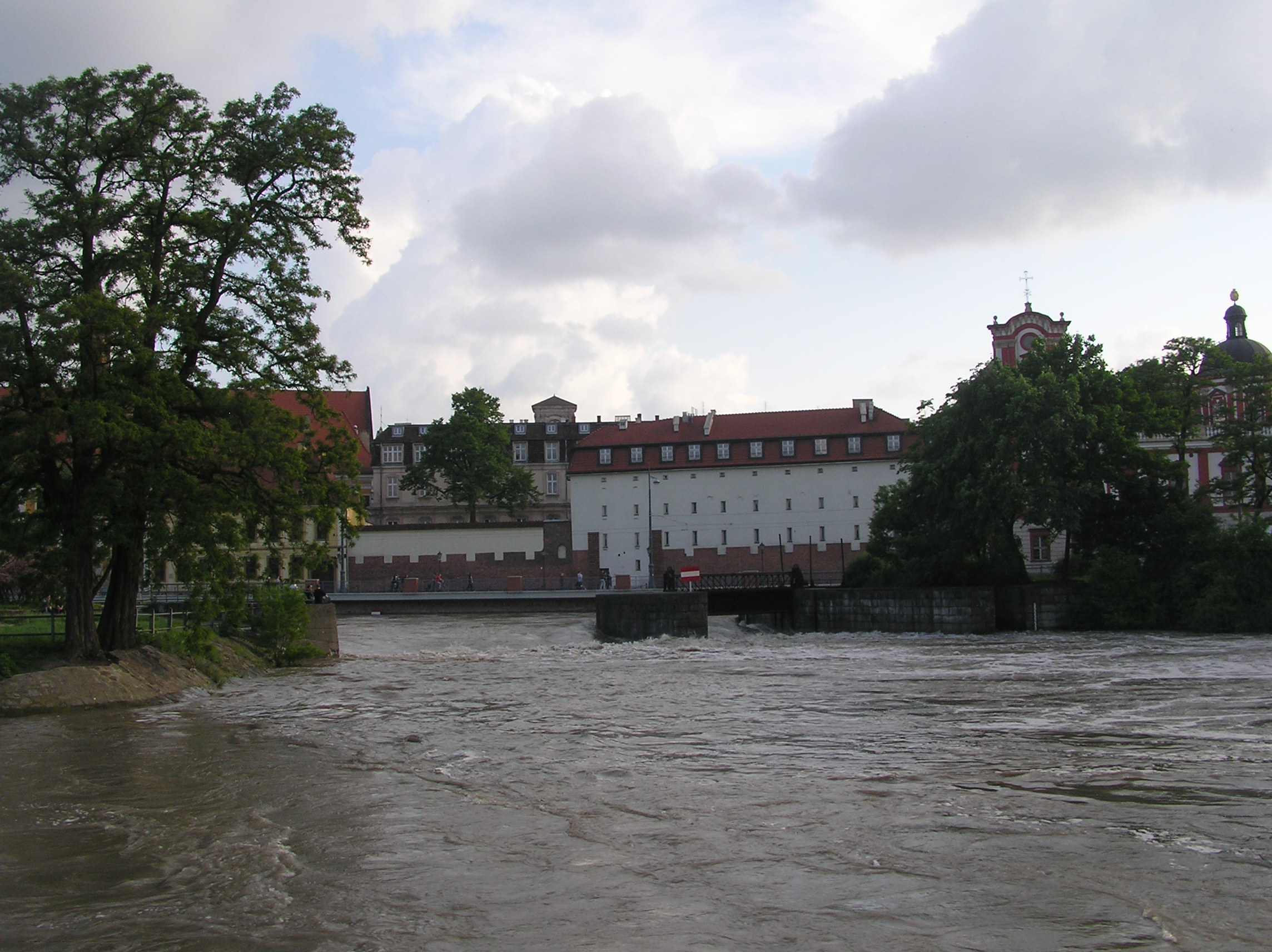
Jaz św. Macieja podczas wezbrania 22.05.2010 r.

Obecny kształt Piaskowego Stopnia Wodnego jest wynikiem realizacji wielu inwestycji, rozłożonych w czasie, rozszerzających lub zmieniających zakres i sposób pracy stopnia. Przypuszcza się, że po założeniu grodu w X wieku, rozpoczęto tu budowę pierwszych konstrukcji piętrzących wodę. Kolejne budowle związane były z energetycznym wykorzystaniem rzeki, tj. budową młynów wodnych w XIII wieku, później także ujęcia wody dla miasta. Kolejne duże inwestycje hydrotechniczne to wiek XVIII, XIX i początek XX wieku. Wtedy też powstały budowle, które częściowo dotrwały do dziś. Koniec XIX wieku i XX wiek to utrata znaczenia dla transportu wodnego tego szlaku wodnego w związku z budową tzw. Drogi Wielkiej Żeglugi przez Starą Odrę i Kanał Miejski, a następnie Głównej Drogi Wodnej przez Kanał Żeglugowy i Kanał Różanka. Z czasem likwidacji bądź zniszczeniu uległy także takie elementy jak młyny i ujęcia wodne.
| lata      | obiekt                               | wydarzenie, rodzaj robót                                                                  |
| --------- | ------------------------------------ | ----------------------------------------------------------------------------------------- |
| 1267      | Młyn Maria i Feniks                  | wzmiankowany w dokumentach historycznych                                                  |
| 1268      | Młyn Arnold – Młyn św. Klary         | wzmiankowany w dokumentach historycznych                                                  |
| 1304      | Młyn św. Klary II                    | wzmiankowany w dokumentach historycznych                                                  |
| 1545      | śluza komorowa                       | między wyspą Tamka a Starym miastem (prawdopodobnie)                                      |
| 1700–1799 | Jaz św. Macieja                      | jaz faszynowo-palowy z zastawką                                                           |
| 1792      | Śluza Piaskowa                       | budowa śluzy drewnianej                                                                   |
| 1820      | Śluza Piaskowa                       | budowa śluzy murowanej                                                                    |
| 1838      | Upust powodziowy Klary               | budowa (przebudowa na konstrukcję murowaną)                                               |
| 1872      | Śluza Piaskowa                       | początek modernizacji śluzy                                                               |
| 1876      | Jaz św. Macieja                      | budowa przęsła w Kanale Jazu Macieja                                                      |
| 1882      | Śluza Piaskowa                       | koniec modernizacji śluzy                                                                 |
| 1900      | Jaz św. Macieja                      | budowa przęseł na Odrze Południowej                                                       |
| 1959      | stopień wodny                        | ograniczenie piętrzenia do 0,2 m w wyniku zwiększenia piętrzenia na stopniu Mieszczańskim |
| 1960      | Jaz św. Macieja – przęsło południowe | demontaż jazu kozłowo-iglicowego                                                          |
| 2009      | Śródmiejski Węzeł Wodny              | udostępnienie dla żeglugi                                                                 |

## Nazewnictwo

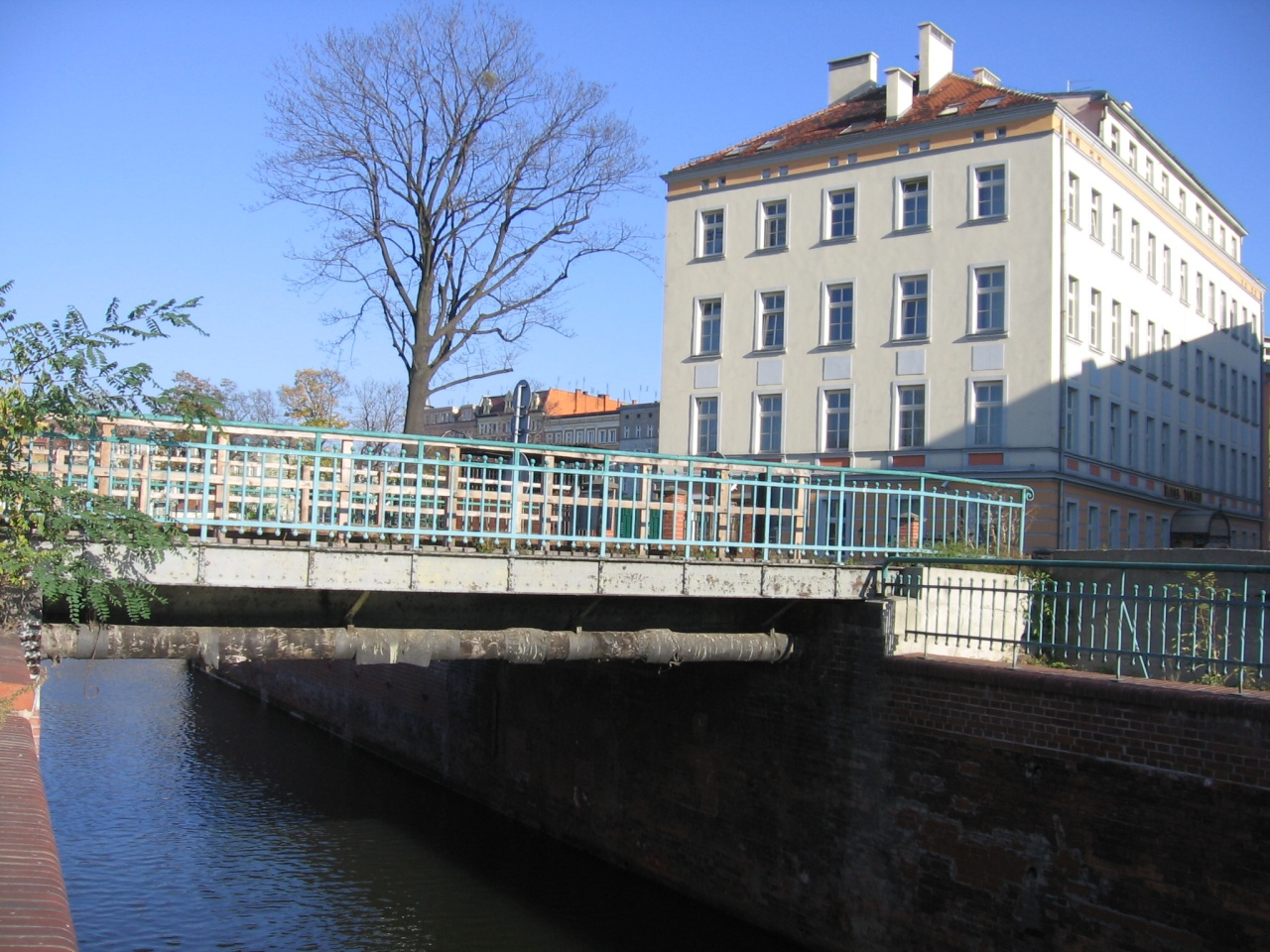
Most Słodowy nad Upustem powodziowym Klary

W okresie powojennym, w Polsce, ukształtowało się odpowiednie nazewnictwo w odniesieniu do obiektów stopnia oraz dla obiektów towarzyszących i kanałów wodnych. Dla śluzy stosuje się nazwę zgodną z nazwą stopnia wodnego: Śluza Piaskowa. Ponieważ współcześnie istniejące obiekty stopnia powstały w czasie, gdy Wrocław przynależał do Niemiec, miały również one wcześniej swoje nazwy niemieckie.
| nazwa obecna           | inna nazwa   | nazwa niemiecka |
| ---------------------- | ------------ | --------------- |
| Jaz św. Macieja        | Jaz na Tamce | Matthias Wehr   |
| Śluza Piaskowa         |              |                 |
| Młyn Maria             |              | Marien Mühle    |
| Upust powodziowy Klary |              | Hinterbleiche   |
| Młyny Świętej Klary    |              | Claren Mühle    |
| Jaz św. Klary          |              | Claren Wehr     |

## Lokalizacja stopnia

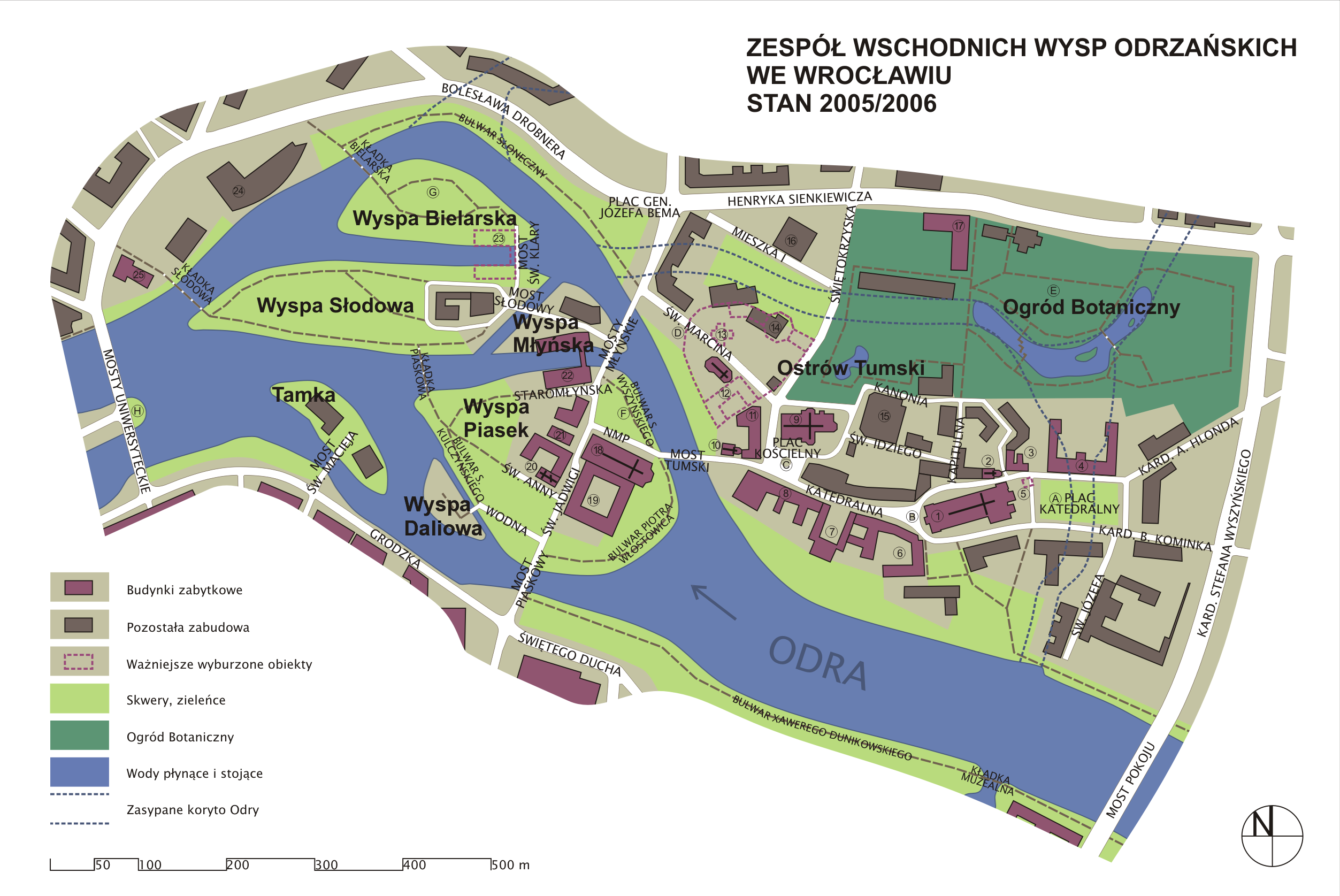
Zespół wysp odrzańskich we Wrocławiu

Stopnień ten obejmuje budowle piętrzące umiejscowione w dwóch ramionach rzeki Odry przepływającej przez centrum miasta: na tzw. Odrze Południowej i Odrze Północnej oraz mniejszych ramionach i kanałach. Oba te ramiona, wraz z licznymi mniejszymi ramionami i kanałami tworzą tzw. Śródmiejski Węzeł Wodny. Zasadniczo węzeł ten dzieli się na:
- Śródmiejski Węzeł Górny, obejmujący ramiona i kanały: Odra Północna, Odra Południowa, Upust Klary, Upust powodziowy Klary, Kanał Młyna Maria, Kanał Jazu Macieja, na których położony jest Piaskowy Stopień Wodny; tu w obrębie Śródmiejskiego Węzła Górnego znajdują się niewielkie wyspy: Tamka, Wyspa Piasek, Wyspa Daliowa, Wyspa Słodowa, Wyspa Bielarska, Wyspa Młyńska; za tym węzłem Odra Południowa i Północna, na bardzo krótkim odcinku łączy się, by w stosunkowo niedużej odległości znów rozdzielić się na dwa ramiona[3], i dalej
- Śródmiejski Węzeł Dolny, obejmujący oba ramiona rzeki (oraz krótkie przekopy), opływające wyspę Kępa Mieszczańska; w początkowym biegu obu ramion położony jest Mieszczański Stopień Wodny.

Cały stopień przecina Śródmiejski Węzeł Wodny – Górny; pomiędzy Starym Miastem – Ulicą Grodzką (lewy, południowy przyczółek zdemontowanego przęsła Jazu św. Macieja), a osiedlem Nadodrze – Ulica Drobnera (prawy, północny przyczółek Jazu św. Klary), przegradzając Odrę śródmiejską.
| element stopnia                       | km biegu                | kierunek           | brzeg         | przyczółek, ramię kanał | elementy pomocnicze, towarzyszące          |
| ------------------------------------- | ----------------------- | ------------------ | ------------- | ----------------------- | ------------------------------------------ |
| Jaz św. Klary                         | 0,8 km Odry Północnej   | północny           | prawy         | Nadodrze                |                                            |
| Jaz św. Klary                         | 0,8 km Odry Północnej   | Odra Północna      |               |                         |                                            |
| Jaz św. Klary                         | 0,8 km Odry Północnej   | południowy         | lewy          | Wyspa Bielarska         |                                            |
| rynny robocze Młynów Świętej Klary    |                         | północny           | prawy         | Wyspa Bielarska         | Most św. Klary                             |
| rynny robocze Młynów Świętej Klary    | Upust Klary             |                    |               |                         | Most św. Klary                             |
| rynny robocze Młynów Świętej Klary    | południowy              | lewy               | Wyspa Słodowa |                         | Most św. Klary                             |
| kanał wodny                           |                         | północnno zachodni | Wyspa Słodowa | prawy                   | Most Słodowy                               |
| kanał wodny                           | Upust powodziowy Klary  |                    |               |                         | Most Słodowy                               |
| kanał wodny                           | południowo-wschodni     | lewy               | Wyspa Młyńska |                         | Most Słodowy                               |
| rynny robocze Młyna Maria             |                         | północny           | Wyspa Młyńska | prawy                   | Młyn Maria                                 |
| rynny robocze Młyna Maria             | Kanał Młyna Maria       |                    |               |                         | Młyn Maria                                 |
| rynny robocze Młyna Maria             | południowy              | lewy               | Wyspa Piasek  |                         | Młyn Maria                                 |
| Śluza Piaskowa                        |                         | północno-wschodni  | Wyspa Piasek  | prawy                   | Kładka nad Śluzą Piaskową szopa techniczna |
| Śluza Piaskowa                        | przekop Śluzy Piaskowej |                    |               |                         | Kładka nad Śluzą Piaskową szopa techniczna |
| Śluza Piaskowa                        | południowo-zachodni     | lewy               | Wyspa Daliowa |                         | Kładka nad Śluzą Piaskową szopa techniczna |
| przęsło prawe Jazu św. Macieja        | 252,0 km Odry           | wschodni           | Wyspa Daliowa | prawy                   |                                            |
| przęsło prawe Jazu św. Macieja        | 252,0 km Odry           | Odra Południowa    |               |                         |                                            |
| przęsło prawe Jazu św. Macieja        | 252,0 km Odry           | zachodni           | lewy          | filar środkowy jazu     |                                            |
| przęsło lewe Jazu św. Macieja         | 252,0 km Odry           | wschodni           | prawy         | filar środkowy jazu     | kładka jazowa                              |
| przęsło lewe Jazu św. Macieja         | 252,0 km Odry           | Odra Południowa    |               |                         | kładka jazowa                              |
| przęsło lewe Jazu św. Macieja         | 252,0 km Odry           | zachodni           | lewy          | Tamka                   | kładka jazowa                              |
| zdemontowane przęsło Jazu św. Macieja |                         | wschodni           | prawy         | Tamka                   | Most św. Macieja                           |
| zdemontowane przęsło Jazu św. Macieja | Kanał Jazu Macieja      |                    |               |                         | Most św. Macieja                           |
| zdemontowane przęsło Jazu św. Macieja | zachodni                | lewy               | Stare Miasto  |                         | Most św. Macieja                           |

## Miejsce w układzie funkcjonalnym

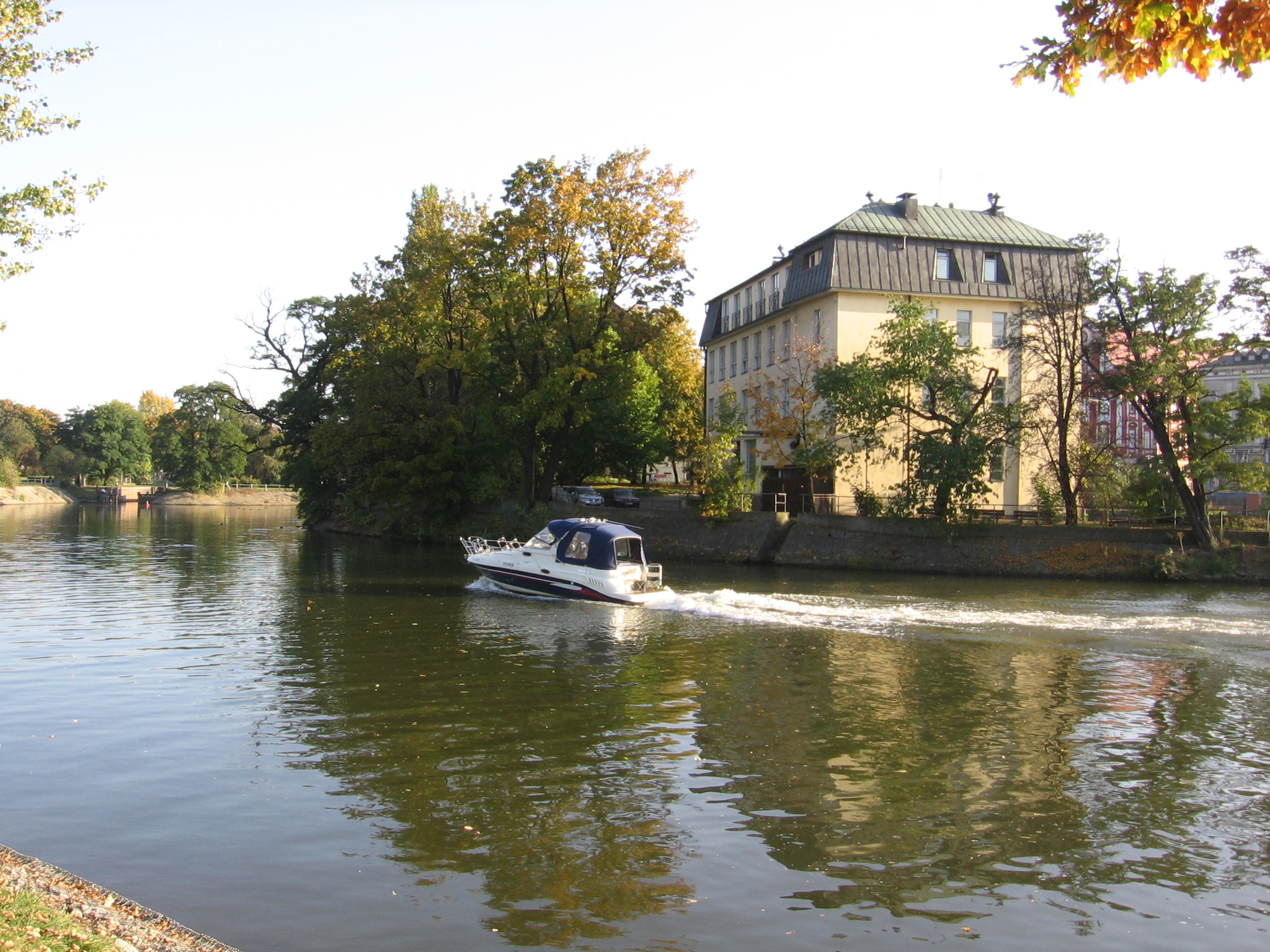
Kurs po Odrze Południowej w kierunku Śluzy Piaskowej
(budynek na wyspie Tamka, po lewej widać wejście do śluzy)

Wrocław położony jest nad skanalizowanym odcinkiem rzeki Odra, co oznacza, że Piaskowy Stopień Wodny jest jednym z całego ciągu stopni utrzymujących wymagany poziom wody na rzece. Poprzednim stopniem wodnym jest Stopień Wodny Opatowice, a równolegle (równorzędnie w układzie funkcjonalnym) do stopnia piaskowego, na Starej Odrze znajduje się Stopień Wodny Szczytniki. Następnym stopniem zgodnie z biegiem rzeki jest Mieszczański Stopień Wodny.
Choć jednym z elementów Piaskowego Stopnia Wodnego jest śluza komorowa, to jednak szlak wodny przez nią prowadzący nie jest drogą wodną w rozumieniu odpowiednich przepisów prawa, tj. rozporządzenia Rady Ministrów w sprawie śródlądowych dróg wodnych – wykaz śródlądowych dróg wodnych; nie został on ujęty w wykazie śródlądowych dróg wodnych stanowiącym załącznik do tego rozporządzenia. Śródmiejskie szlaki żeglugowe zostały natomiast udostępnione dla żeglugi przez Regionalny Zarząd Gospodarki Wodnej we Wrocławiu. Jednak ze względu na to, że Piaskowy Stopień Wodny znajduje się praktycznie w zasięgu piętrzenia Mieszczańskiego Stopnia Wodnego, Śluza Piaskowa pełni obecnie rolę kanału wodnego. Zgodnie z ustaleniami RZGW we Wrocławiu, dotyczącymi udostępnienia tych szlaków dla żeglugi, przez ten stopień jednostki pływające mają możliwość przejścia według następujących reguł:
- w dół rzeki (ze wschodu na zachód), przejście jednostek może odbywać się kanałem Upust powodziowy Klary (ruch jednokierunkowy), a
- w górę rzeki (z zachodu na wschód), przejście jednostek może odbywać się przez Śluzę Piaskową (także ruch jednokierunkowy), choć jak wyżej zaznaczono śluza pełni praktycznie rolę kanału żeglugowego.

## Obiekty podstawowe
Obiekty podstawowe stopnia to obiekty utrzymujące odpowiedni, założony poziom piętrzenia na stopniu oraz realizujące inne, konkretne funkcje, do których dana budowla jest przeznaczona. Do 1959 roku spad wynosił 3,74 m. Po przebudowie na Stopniu Mieszczańskim i zmianie jego parametrów eksploatacji, tak jak obecnie, spad ten wynosi maksymalnie tylko do 0,2 m.
| nazwa                                 | ramię, kanał            | rodzaj               | data powstania | podstawowe dane                                                           | poprzednio                                                | stan obecny |
| ------------------------------------- | ----------------------- | -------------------- | -------------- | ------------------------------------------------------------------------- | --------------------------------------------------------- | --- |
| Jaz św. Klary                         | Odra Północna           | jaz stały            |                | przęsło 39,6 m                                                            |                                                           | istnieje |
| Młyny Świętej Klary                   | Upust Klary             | rynny robocze młynów | 1268           |                                                                           | młyny wodne, młyn Arnolda                                 | obecnie pozostały rynny robocze młynów jako kanał wodny, ściany boczne i rozdzielającą wykorzystano jako przyczółki i filar Mostu św. Klary |
| Upust powodziowy Klary                | Upust powodziowy Klary  | kanał wodny          |                | szerokość minimalna 7,5 m                                                 | urządzenie upustowe dla przeprowadzenia wód wezbraniowych | obecnie kanał wodny; dopuszczono do żeglugi w jednym kierunku – w dół rzeki                                                                 |
| Młyn Maria                            | Kanał Młyna Maria       | młyn wodny           | 1267           |                                                                           | Młyn Maria i Feliks                                       | istnieją budynki |
| Śluza Piaskowa                        | przekop Śluzy Piaskowej | śluza                | 1792           | wymiary: 39,1 m x 5,3 m                                                   | śluza drewniana                                           | istnieje, dopuszczono do żeglugi w jednym kierunku – w górę rzeki, jak przez kanał wodny                                                    |
| Jaz św. Macieja                       | Odra Południowa         | jaz                  | 1900           | przęsło prawe: 23,04 m bez zamknięć przęsło lewe: 8 m zamknięcie – zasuwa |                                                           | istnieje |
| Jazu św. Macieja – przęsło południowe | Kanał Jazu Macieja      | jaz kozłowo-iglicowy | 1876           | przęsło 14,4 m                                                            | młyny wodne, ujęcie wody, jaz faszynowo-palowy            | pozostały przyczółki, na których oparty jest Most św. Macieja                                                                               |

## Pozostałe obiekty

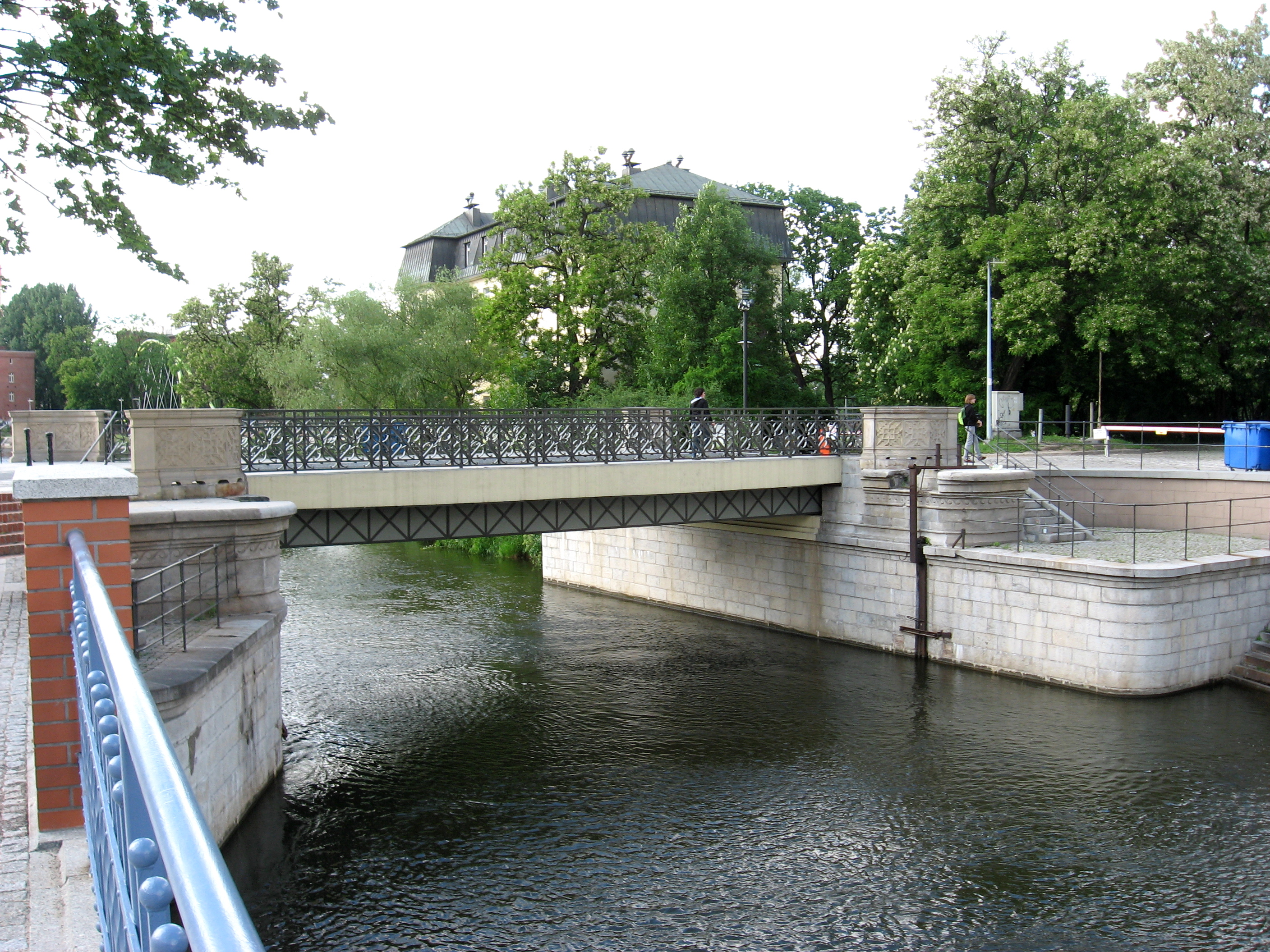
Most św. Macieja w miejscu zdemontowanego przęsła jazu

Przy obiektach Piaskowego Stopnia Wodnego znajdują się mosty i kładki, często pierwotnie budowane dla potrzeb obsługi stopnia. Obecnie są to ogólnodostępne przeprawy mostowe dla wysp Śródmiejskiego Węzła Wodnego – Górnego. Są to: Most św. Klary oparty na ścianach dawnych młynów, oraz Most św. Macieja. Nad przęsłem lewym Jazu św. Macieja, wyposażonym w zamknięcie w postaci zasuwy, zbudowano istniejącą do dziś kładkę niezbędną do obsługi zamknięcia tego przęsła jazu. Ponadto nad Upustem powodziowym Klary przerzucono Most Słodowy. Z kolei nad Kanałem Młyna Maria przerzucone jest jedno przęsło Mostów Młyńskich, oraz częściowo budynki Młyna Maria i Feniks. Na Wyspie Daliowej istnieje niewielka, murowana szopa techniczna związana z obsługą Śluzy Piaskowej, a dostęp do wyspy i możliwość obsługi śluzy zapewnia Kładka nad Śluzą Piaskową.